# Karol Kisel
Karol Kisel (Kosice, Eslovaquia, 15 de marzo de 1977) es un futbolista eslovaco retirado de la actividad. Inició su trayectoria en el club Lokomotíva Košice en 1996. Jugó en los clubes Ozeta Dukla Trenčín, Bohemians Praha, Sparta Praga y FC Slovan Liberec antes de conformar la plantilla del Sydney F.C en Australia. En 2012 jugó en Slavia Praga, su último club como profesional.

## Selección nacional
Fue internacional con la Selección de fútbol de Eslovaquia, jugó 23 partidos internacionales y anotó 1 gol.

## Clubes
| Club              | País            | Año       |
| ----------------- | --------------- | --------- |
| Lokomotiv Kosice  | Eslovaquia      | 1996-1998 |
| FK AS Trenčín     | Eslovaquia      | 1998-1999 |
| FC Bohemians 1905 | República Checa | 2000-2003 |
| Slovan Liberec    | República Checa | 2003-2005 |
| Sparta de Praga   | República Checa | 2005-2009 |
| Sydney F.C        | Australia       | 2009-     |